# Tarawai csata
A tarawai csata 1943. november 20-23. között zajlott a Japán Birodalom által megszállt csendes-óceánt Tarawa-atollon. Az amerikai tengerészgyalogosok, a flotta és a légierő segítségével három nap alatt vették be a szigetet.

## Előzmények

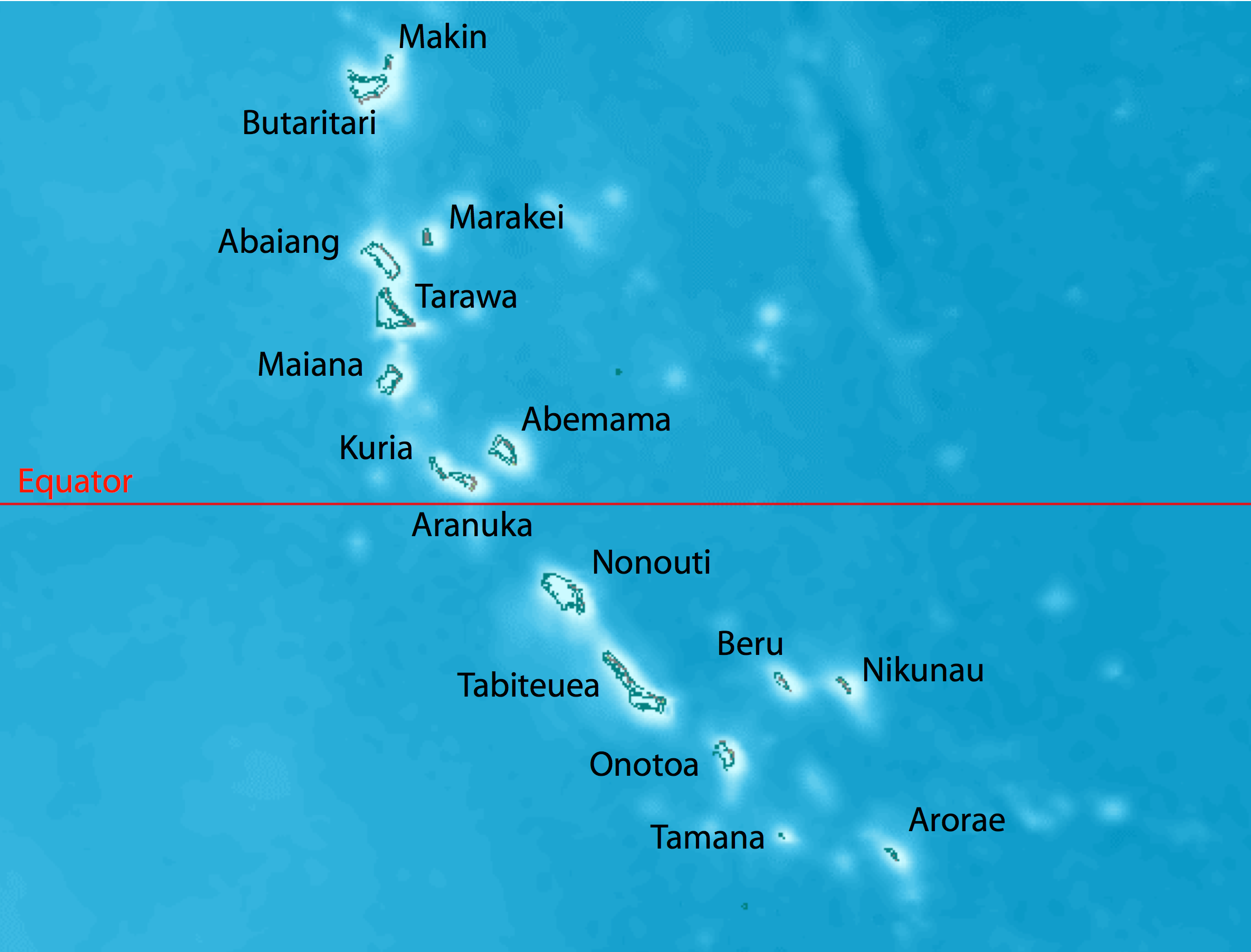
A Gilbert-szigetek térképe

Az Amerikai Egyesült Államok fél évvel a Pearl Harbor-i japán légitámadás után a Midway-szigeteknél megállította a japánok terjeszkedését a csendes-óceáni hadszíntéren.
Az 1943 januári casablancai konferencián a szövetségesek megerősítették, hogy először a náci Németországgal végeznek, és csak ezután fordulnak teljes erővel a Japán Birodalom ellen. Mindazonáltal megállapodtak arról, hogy Berlin elestéig is támadóan kell fellépni a csendes-óceáni térségben. Erre az amerikai hadvezetésben több elképzelés is volt. Douglas MacArthur tábornok, a térségbeli szárazföldi csapatok parancsnoka Új-Guinea és a Fülöp-szigetek megszállását szorgalmazta, míg a haditengerészeti erők vezetői, Ernest King admirális és Chester Nimitz tengernagy a Csendes-óceán középső részén terjeszkedett volna, szigetről szigetre  "ugorva", elsősorban a Salamon-, a Gilbert- és a Marshall-szigetekre fókuszálva.
A vezérkari főnökök tanácsában mindkét taktikának voltak támogatói, így Nimitz megkezdte egy novemberi kétéltű támadás kidolgozását a japán külső védelmi gyűrű ellen, amely számos atollból és szigetből állt. Ezek közé tartoztak a Palau-szigetek nyugaton, a Marianák, a Karolinák és a Marshall-szigetek keleten. Az 1942-es tengerészgyalogos-támadás a Makin-sziget ellen viszont ráébresztette a japánokat a Gilbert-szigetek sebezhetőségére, így megkezdték a védelmi berendezések megerősítését és a helyőrségek feltöltését. 1942 őszén több atollon repülőtereket építettek.
A 16 tagból álló Gilbert-szigetek a Csendes-óceán középső részén folyó hadműveletek első állomása lett, mert ugródeszkát jelentett a Marshall-szigetek elleni támadáshoz. A szövetségesek az 1943 szeptemberi hawaii konferencián döntöttek Tarawa, Makin (Kourbash hadművelet) és a kicsi Apamana (Boxcloth hadművelet) inváziója mellett. A két akciósorozatot összefogó hadművelet neve Galvanikus hadművelet (Operation Galvanic) lett. Első célpontjául a Tarawa-atoll egyik kicsi szigetét, Betiót jelölték ki.

## A sziget

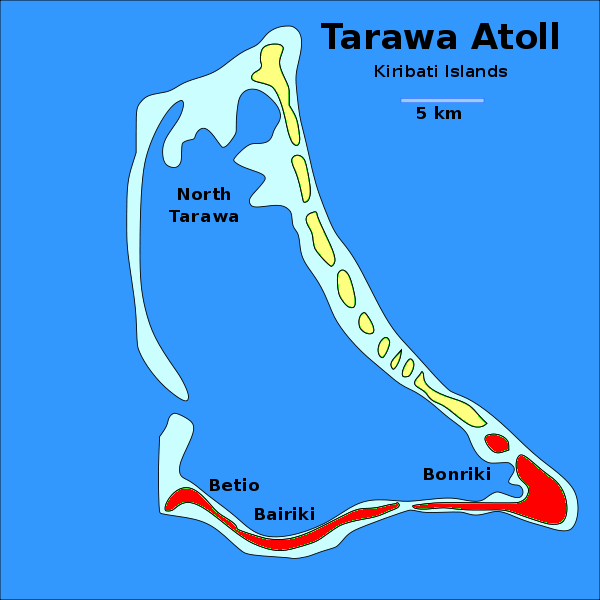
A sziget térképe

A Tarawa-atoll északra az egyenlítőtől, délnyugatra Hawaiitól fekszik, ez utóbbitól négyezer kilométer választja el, Truktól, a japánok nagy haditengerészeti bázisától pedig mintegy 1300 kilométer. A sziget az Egyesült Államok és Ausztrália, illetve Új-Zéland közötti kommunikációs vonalon feküdt, így logikus választás volt a megtámadása.
A sziget háromszög alakú, keleti oldala 29 kilométer, déli oldala 19 kilométer hosszú. Számos kisebb szigetből áll, a legnagyobb a délnyugati csücskén található Betio. A háromszög nyugati szárát egy korallzátony alkotja, amelyen egy nagyjából 1,6 kilométer széles átjáró vezet a lagúnában. Annak közepén egy kicsi sziget, a Bikeman-sziget áll, amely az atollt létrehozó egykori tűzhányó maradványa. A szigeten a második világháború idején kókuszpálmák nőttek, a lagúna belső oldalának teljes hosszában „korallmurvával” borított út vezetett.
Betio hossza nagyjából 3500 méter, szélessége 550 méter, tájolása kelet-nyugati. A sziget egyetlen pontja sem magasabb három méternél. A szigetet 460-1100 méter széles korallzátony veszi körbe. Betio északi partján egy 490 méter hosszú móló nyúlt a lagúnába. Tőle keletre egy kisebb, 365 méteres móló várta a beérkező hajókat. A lakosság nagy részét a japán hódítás előtt kimenekítették a szigetről, csak néhányan maradtak ott, őket a megszállók internálták. Eredetileg 2700 mikronéziai és harminc európai élt az atollon. A sziget ma Kiribati része.

## Japánok a szigeten
Az atollra 1941. december 10-én érkeztek meg a japánok. Eleinte kevesen voltak, de 1942. szeptember 15-én megjött az erősítés. A megszállók erőik zömét Betio-szigeten összpontosították, a helyi lakosokat az atoll más pontjaira telepítették. Nekik kellett halászniuk a japánok számára, és részt kellett venniük az erődítési munkálatokban. A japánok Betión kiépítettek egy légi bázist.

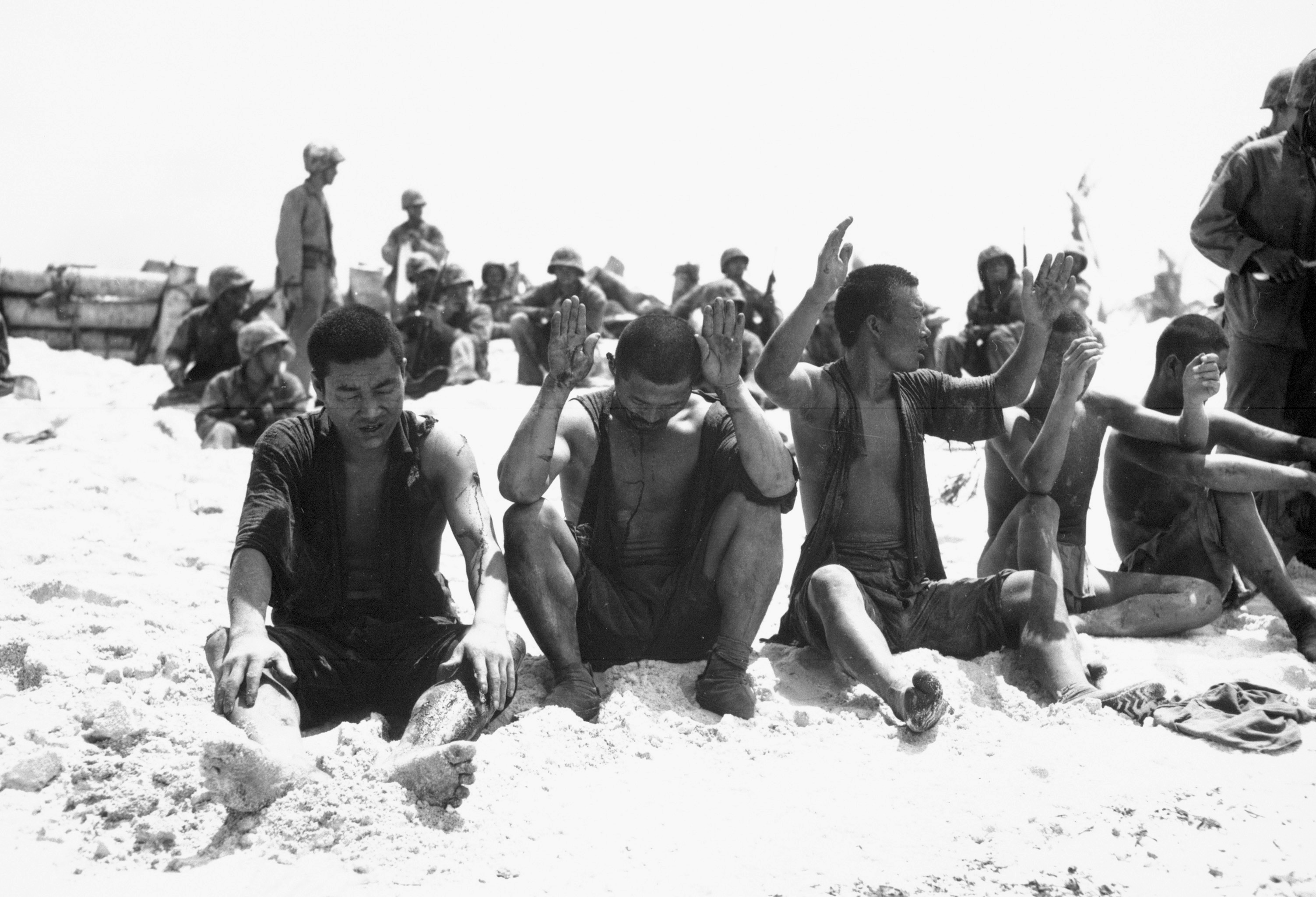
Japán hadifoglyok

A szigetet megerősítették, a tengerparton kókuszfa törzsekből 1-2 méter magas falat építettek, amelyek mögött géppuskafészkeket helyeztek el. Ezeket több helyen betonnal és fémpáncélzattal erősítették meg. A sziget belső részén légvédelmi fegyverek védték a leszállópályát. Az atollon összesen 62 nehéz- és 44 könnyűgéppuska, valamint négy 140 milliméteres és négy 203 milliméteres parti löveg várta az inváziós sereget. A nyolc löveget, amelyeket kettesével helyeztek el a Betio négy sarkában épített betonbunkerekben, Szingapúrból szállították Tarawára. Ezeken kívül 34 tábori löveg volt a szigeten, legtöbbjüket erős bunkerekben állították fel. A védelmet erősítette kilenc 37 milliméteres páncéltörő löveg és 14 könnyű harckocsi, amelyet beástak a homokba, majd pálmafalevelekkel álcáztak. A szigeten nagyjából ötszáz megerősített állást építettek ki a japánok. A repülőteret tankakadályok védték, a korallzátonyokon szögesdrót akadályokat és aknákat helyeztek el.
A helyőrség mintegy négyezer katonából állt, köztük egy megkérdőjelezhető harci értékű 970 fős műszaki alakulattal, ez utóbbiak több mint fele koreai volt. Hét könnyűharckocsi állt rendelkezésükre. A japánok parancsnoka Kejdzsi Sibaszaki ellentengernagy volt. Sibaszaki annyira bízott a sziget erődítményeiben, hogy állítólag hetvenkedve kijelentette: egymillió amerikai száz év alatt sem tudná az atollt elfoglalni.

## Az invázió

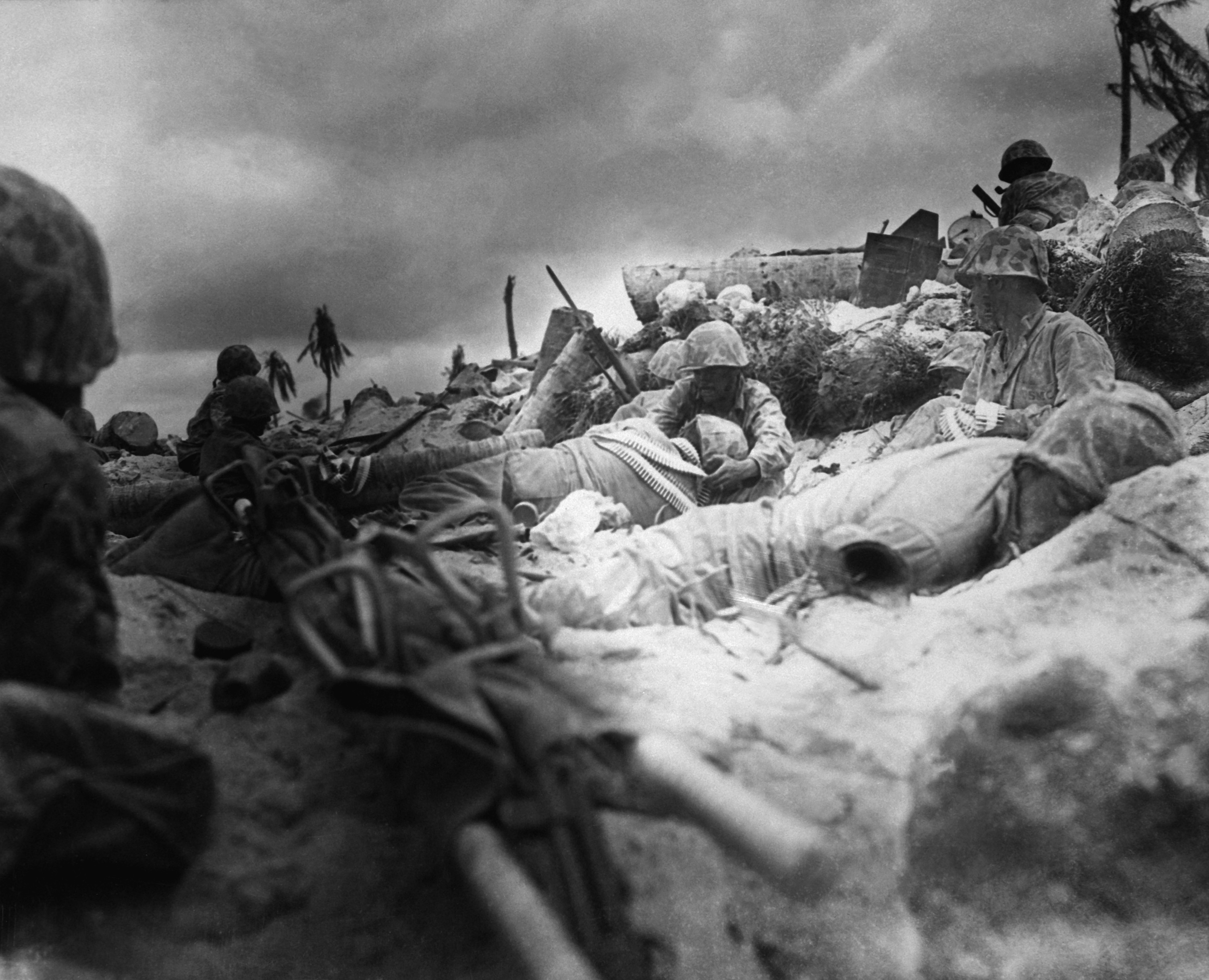
Tengerészgyalogosok halott társaik fedezékében

Nimitz admirális attól tartott, hogy a japán haditengerészet megakadályozhatja a flotta első nagyobb kétéltű akcióját a térségben. A Salamon-szigeteken folyó hadjáratok azonban arra késztették a japán hadvezetést, hogy megossza tengeri erejét a hadszínterek között.
A támadást megelőző felderítés pontos adatokat szolgáltatott a japán védők elhelyezkedéséről. Mivel a megszállók a sziget déli és nyugati oldalára összpontosítottak, az amerikai hadvezetés úgy döntött, hogy a lagúna felől támadják meg Betiót. Mivel ezen a részen a korallzátony 300-500 méter széles, a tervezőkben volt aggodalom amiatt, hogy elég mély lesz-e a víz a kétéltű járműveknek. A pontos információk érdekében felvették a kapcsolatot a sziget több korábbi brit lakójával, és a megbeszélések alapján megerősítették a partra szállás korábbi tervét. A halasztás azzal járt volna, hogy a felerősödő nyugati szelek teljesen lehetetlenné teszik a küldetést.
November 19-én az amerikai flotta – csatahajók, repülőgép-hordozók, cirkálók, rombolók és az ellátmányt szállító egyéb hajók – megérkezett Tarawához. Az amerikaiak az atollok elfoglalására kidolgozott új taktikájukat alkalmazták: a tengerészgyalogosok partra szállása előtt a haditengerészet és a légierő hevesen bombázta a szigetet. Az inváziós erőt a 2. tengerészgyalogos-hadosztály 18 ezer katonája adta, Julian Smith tábornok vezetésével.
Másnap megkezdődött a partraszállás, de rögtön problémákba ütközött, ugyanis a dagály a vártnál kisebb volt, ezért a sekély vízben sok kétéltű jármű elakadt. A katonáknak így a japánok tüze alatt kellett a mellkasig érő vízben partra gázolniuk, és ez nagy veszteséggel járt. Az akció elején bebizonyosodott az is, hogy a háromezer tonna lövedék, amelyet a haditengerészet kilőtt az atollra, kevés kárt okozott a védelemben. Az ötezer amerikaiból csak 3500 jutott ki a partra, ahol a japán tűz a földhöz szegezte őket. Az amerikaiak szerencséjére a japánok parancsnoka a csata elején meghalt. Hiánya és a szétbombázott kommunikációs vonalak miatt a japánok nem tudtak komoly ellentámadást indítani, amíg az amerikaiak sebezhetőek voltak.
Másnap újabb csapatok és harckocsik szálltak partra, és megkezdték a japán ellenállás felgöngyölítését nyugatról kelet felé. A magasabb vízállásnak köszönhetően a rombolók közelebb manővereztek a parthoz, és pontosabban lőtték a japán állásokat.  November 23-án délre a csata befejeződött. A tengerészgyalogosok közül 984 meghalt, 88 eltűnt, 2162 megsebesült. A 4836 védőből 17 sebesült katona és 129 koreai munkás maradt életben.

## A csata után
A harcok befejeződése után az amerikaiak nekilátták a sziget infrastruktúrája fejlesztésének. 1944. január 1-jére 2010 méterre bővítették a két kifutópályát, és Buota-szigeten építettek egy új, 1800 méter hosszú leszállóhelyet. Később innen indultak a Marshall-szigeteket bombázó repülőgépek.